# Леон Спінкс
Леон Спінкс (англ. Leon Spinks; 11 липня 1953, Сент-Луїс — пом. 5 лютого 2021) — американський професійний боксер, олімпійський чемпіон, призер чемпіонату світу серед аматорів. Абсолютний чемпіон світу у важкій вазі (версії WBC (1978), WBA (1978), The Ring (1978)).
2017 року був включений у Міжнародний зал боксерської слави.
Леон — старший брат боксера Майкла Спінкса, теж боксера, олімпійського чемпіона і чемпіона світу у двох вагових категоріях. 1985 року після здобуття Майклом звання чемпіона світу у важкій вазі брати Спінкс стали першими братами-чемпіонами у важкій вазі. Наступними стали брати Віталій та Володимир Кличко у 2004 році.

## Аматорська кар'єра
Леон Спінкс у 1973 — 1976 роках служив у Корпусі морської піхоти США і входив до складу боксерської команди морської піхоти.
На 1-му чемпіонаті світу з боксу 1974 року у Гавані завоював бронзову медаль, програвши у півфіналі Олегу Коротаєву (СРСР).
На Панамериканських іграх 1975 завоював срібну медаль.
На Олімпійських іграх 1976 став чемпіоном.
- В 1/16 фіналу переміг Абеллатіфа Фатіхі (Марокко) — KO-1
- В 1/8 фіналу переміг Анатолія Климанова (СРСР) — 5-0
- У чвертьфіналі переміг Оттомара Заксе (НДР) — 5-0
- У півфіналі переміг Януша Гортата (Польща) — 5-0
- У фіналі переміг Сіксто Сорія (Куба) — RSC-3

## Професіональна кар'єра
На початку 1977 року Леон Спінкс дебютував на профірингу.
15 лютого 1978 року у своєму восьмому бою вийшов на бій проти славетного чемпіона за версіями WBC, WBA і The Ring Мухаммеда Алі і здобув сенсаційну перемогу розділеним рішенням, ставши абсолютним чемпіоном світу у важкій вазі.
Після цієї перемоги Спінкс повинен був зустрітися в бою з Кеном Нортоном (США), але він віддав перевагу бою-реваншу з Мухаммедом Алі і відмовився від титулу WBC. Другий бій Спінкса з Алі пройшов 15 вересня 1978 року, і цього разу перемогу здобув Мухаммед Алі одностайним рішенням суддів, повернувши собі звання чемпіона.
12 червня 1981 року Леон Спінкс вийшов на бій проти чемпіона WBC і The Ring Ларрі Голмса і зазнав поразки технічним нокаутом у третьому раунді, після чого перейшов до напівважкої ваги.
22 березня 1986 року Леон Спінкс вийшов на бій проти чемпіона WBA у напівважкій вазі Дуайта Мухаммеда Каві (США) і зазнав поразки технічним нокаутом у шостому раунді.